# Naufrágio do barco de migrantes na Calábria em 2023
O naufrágio do barco de migrantes na Calábria em 2023 ocorreu em 26 de fevereiro de 2023, quando um barco que transportava migrantes naufragou ao tentar chegar em terra na costa de Crotone, na região da Calábria, no sul da Itália, em meio a condições climáticas adversas. O barco transportava entre 143 e 200 migrantes quando naufragou, dos quais 94 morreram, incluindo 35 crianças. 81 pessoas foram encontradas vivas e resgatadas. O naufrágio, um dos piores desastres de barcos de migrantes da Itália, gerou protestos públicos e, após uma investigação conduzida por jornalistas, o governo italiano e a agência fronteiriça da União Europeia, a Frontex, foram acusados de mentir sobre seus papéis no acidente.

## Antecedentes
Migrantes de regiões da Ásia e da África fogem de suas terras natais em busca de uma vida melhor na Europa. Muitos desses migrantes fazem a viagem para a Europa pelo mar. Para eles, a rota do Mediterrâneo Central tem sido uma das mais ativas, apesar dos perigos que representa, tornando a Itália um dos países de desembarque mais comuns.
De acordo com a Organização Internacional para as Migrações, mais de 20 mil pessoas morreram ou desapareceram na rota do Mediterrâneo Central desde 2014.

## Naufrágio
Em 26 de fevereiro de 2023, um barco que partiu de Izmir, na Turquia, alguns dias antes e transportava migrantes pela rota do Mediterrâneo Central, afundou na costa leste de Crotone, na Itália.  De acordo com a agência de notícias italiana Adnkronos, mais de 100 pessoas estavam a bordo do barco quando ele naufragou, e eram do Irã, Paquistão e Afeganistão. Outras agências locais mencionaram que também havia migrantes do Iraque, Síria e Somália. A Agência Anadolu disse que o barco transportava "cerca de 200 pessoas", enquanto os sobreviventes afirmaram que o número estava entre 150 e 240.
O barco naufragou ao tentar chegar em terra depois de bater nas rochas devido a condições climáticas adversas. Imagens de vídeo do naufrágio mostram a madeira do barco quebrada em pedaços e flutuando ao longo da praia. Partes do casco do barco também foram vistas ao longo da costa. Um funcionário disse que parte dos destroços foi observada a cerca de 300 metros da costa.
Lanchas, embarcações e um helicóptero foram mobilizados para ajudar nos esforços de resgate. Bombeiros em jet skis também foram mobilizados, mas as operações foram difíceis devido às condições climáticas adversas. Segundo a Guarda Costeira italiana, pelo 80 pessoas foram encontradas vivas e foram resgatadas.

## Vítimas
94 pessoas morreram no naufrágio, incluindo 34 crianças e um bebê com menos de um ano de idade. Oitenta e uma pessoas foram resgatadas. A Embaixada do Paquistão em Roma revelou que os corpos de 28 paquistaneses foram recuperados, incluindo o de Shahida Raza, ex-jogador paquistanês de hóquei em campo.
A maioria dos sobreviventes eram afegãos, paquistaneses e somalis. Um dos sobreviventes foi preso por acusações de tráfico de migrantes.

## Investigações
Em 28 de fevereiro de 2023, a polícia italiana prendeu um turco e dois paquistaneses por tráfico de pessoas, incluindo também um dos sobreviventes.

## Reações

### Domésticas

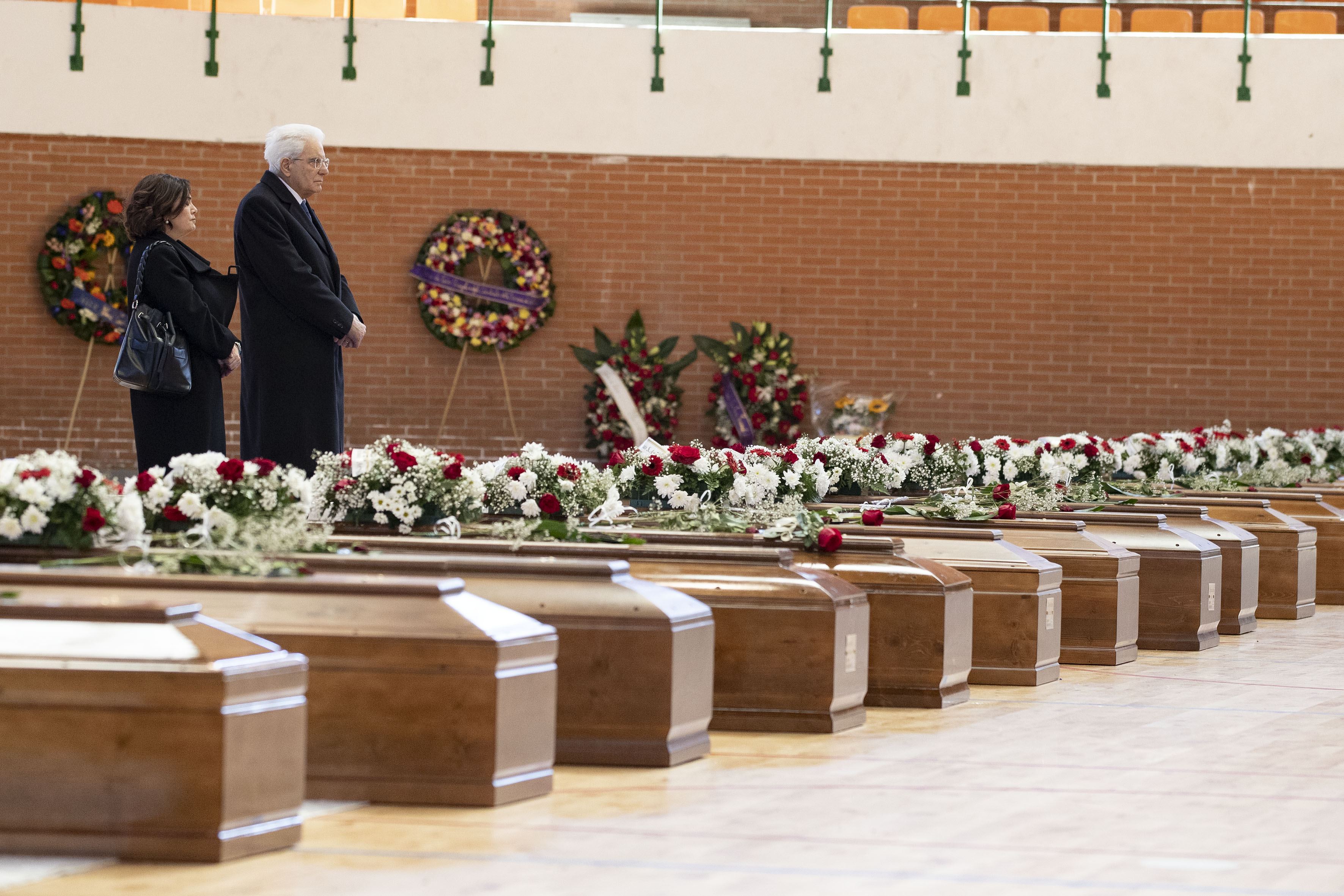
O presidente Sergio Mattarella comparece no funeral das vítimas.

A primeira-ministra italiana, Giorgia Meloni, expressou seu "profundo pesar pelas muitas vidas humanas dilaceradas por traficantes de seres humanos" e condenou a "troca" de vidas de migrantes pelo "preço" de uma passagem paga por eles na falsa perspectiva de uma viagem segura”.
O Ministro do Interior italiano, Matteo Piantedosi, enfatizou a importância de interromper as travessias marítimas que oferecem aos migrantes a "miragem ilusória de uma vida melhor" na Europa.
O prefeito de Cutro, Antonio Ceraso, disse que viu "uma cena que você nunca gostaria de ver em sua vida, que fica com você por toda a sua vida".

### Internacionais
O Papa Francisco disse que estava "rezando por todos os que foram apanhados no naufrágio" em seu discurso de domingo na Praça de São Pedro.
O primeiro-ministro paquistanês, Shehbaz Sharif, afirmou que mais de duas dúzias de cidadãos paquistaneses estavam no barco quando ele naufragou. Sharif disse que os relatórios eram "inquietantes e preocupantes".